# Сержіу Олівейра
Сержіу Мігел Релваш ді Олівейра (порт. Sérgio Miguel Relvas de Oliveira, нар. 2 червня 1992, Пасуш-де-Брандан, Португалія) — португальський футболіст, півзахисник грецького «Олімпіакоса».

## Клубна кар'єра
У дорослому футболі дебютував 2009 року виступами за команду клубу «Порту».
Привернув увагу представників тренерського штабу клубу «Бейра-Мар», до складу якого приєднався на умовах оренди 2010 року. Відіграв за клуб з Авейру наступний сезон своєї ігрової кар'єри.
Згодом з 2011 по 2015 рік також як орендований гравець грав за команди «Мехелен» та «Пенафіел». З 2012 по 2013 роки виступав за другу команду «драконів» ― «Порту Б». У 2013 році перейшов до складу «Пасуш-де-Феррейра».
До складу клубу «Порту» повернувся 2015 року. 2017 року на правах оренди виступав за «Нант». Згодом на аналогічних умовах грав у Греції за ПАОК та в Італії за «Рому».
9 липня 2022 року за орієнтовні три мільйони євро перейшов до турецького «Галатасарая», з яким уклав чотирирічний контракт.
У вересні 2024 року приєднався до складу пірейського «Олімпіакоса».

## Виступи за збірні
2008 року дебютував у складі юнацької збірної Португалії (U-17). Протягом наступних 4 років виступав за юнацькі збірні інших вікових категорій.
Протягом 2012–2015 років залучався до складу молодіжної збірної Португалії. 
2018 року дебютував в офіційних матчах у складі національної збірної Португалії.
| Дата       | Місто      | Господарі  | Результат | Гості       | Турнір                               | Голи | Примітки |
| ---------- | ---------- | ---------- | --------- | ----------- | ------------------------------------ | ---- | -------- |
| 6-9-2018   | Лісабон    | Португалія | 1 – 1     | Хорватія    | товариський матч                     | -    | 81'      |
| 10-9-2018  | Лісабон    | Португалія | 1 – 0     | Італія      | Ліга націй УЄФА 2018-2019 - 1-й етап | -    | 86'      |
| 14-10-2018 | Лондон     | Шотландія  | 1 – 3     | Португалія  | товариський матч                     | -    | 56'      |
| 5-9-2020   | Порту      | Португалія | 4 – 1     | Хорватія    | Ліга націй УЄФА 2020-2021 - 1-й етап | -    | 81'      |
| 11-11-2020 | Лісабон    | Португалія | 7 – 0     | Андорра     | товариський матч                     | -    | 46'      |
| 14-11-2020 | Лісабон    | Португалія | 0 – 1     | Франція     | Ліга націй УЄФА 2020-2021 - 1-й етап | -    | 84'      |
| 17-11-2020 | Спліт      | Хорватія   | 2 – 3     | Португалія  | Ліга націй УЄФА 2020-2021 - 1-й етап | -    | 77'      |
| 24-3-2021  | Турин      | Португалія | 1 – 0     | Азербайджан | Відбір до ЧС 2022                    | -    | 88'      |
| 27-3-2021  | Белград    | Сербія     | 2 – 2     | Португалія  | Відбір до ЧС 2022                    | -    | 72'      |
| 30-3-2021  | Люксембург | Люксембург | 1 – 3     | Португалія  | Відбір до ЧС 2022                    | -    | 89'      |
| 4-6-2021   | Мадрид     | Іспанія    | 0 – 0     | Португалія  | товариський матч                     | -    | 59'      |
| 23-6-2021  | Будапешт   | Португалія | 2 – 2     | Франція     | ЧЄ 2020 - 1-й етап                   | -    | 88'      |
| 27-6-2021  | Севілья    | Бельгія    | 1 – 0     | Португалія  | ЧЄ 2020 - 1/8 фіналу                 | -    | 78'      |
| Усього     |            | Матчів     | 13        |             | Голів                                | 0    |          |

## Досягнення
- Чемпіон Португалії (2):

«Порту»: 2017-18, 2019-20
- Володар Кубка Португалії (2):

«Порту»:  2009-10, 2019-20
- Володар Суперкубка Португалії (2):

«Порту»: 2018, 2020
- Чемпіон Греції (1):

ПАОК: 2018-19
- Володар Кубка Греції (1):

ПАОК: 2018-19
- Переможець Ліги конференцій УЄФА (1):

«Рома»: 2021-22
- Чемпіон Туреччини (1):

«Галатасарай»: 2022-23